# صفنبعل

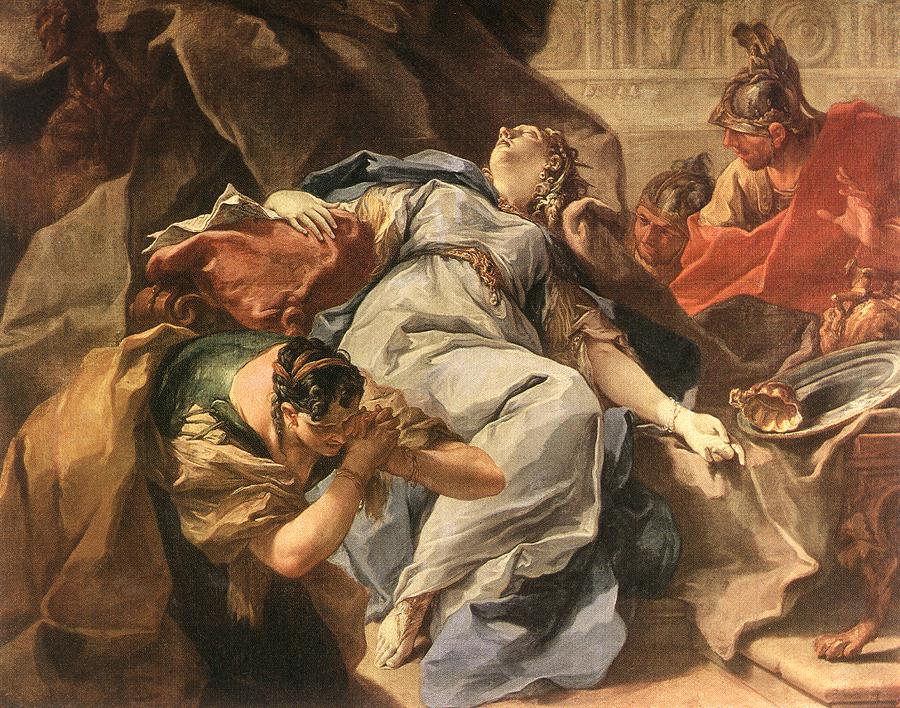
وفاة صفنبعل حسب الرسام الإيطالي بيتوني

صَفَنْبَعْل أو سَفَنْبَعْل (بالفينيقية صَفَنْبَعْلْ، بالإنجليزية Sophonisba) ولدت في قرطاج سنة 235 ق.م وتوفيت في سيرتا سنة 203 ق.م، هي ملكة نوميدية، ابنة صدربعل جيسكو وزوجة صيفاقس زعيم مملكة الماسيسيل، أقنعت زوجها بالمحاربة مع قرطاج ضد روما، وعندما هزم عام 203 ق.م. انتحرت بالسم.

## صفنبعل في الفن

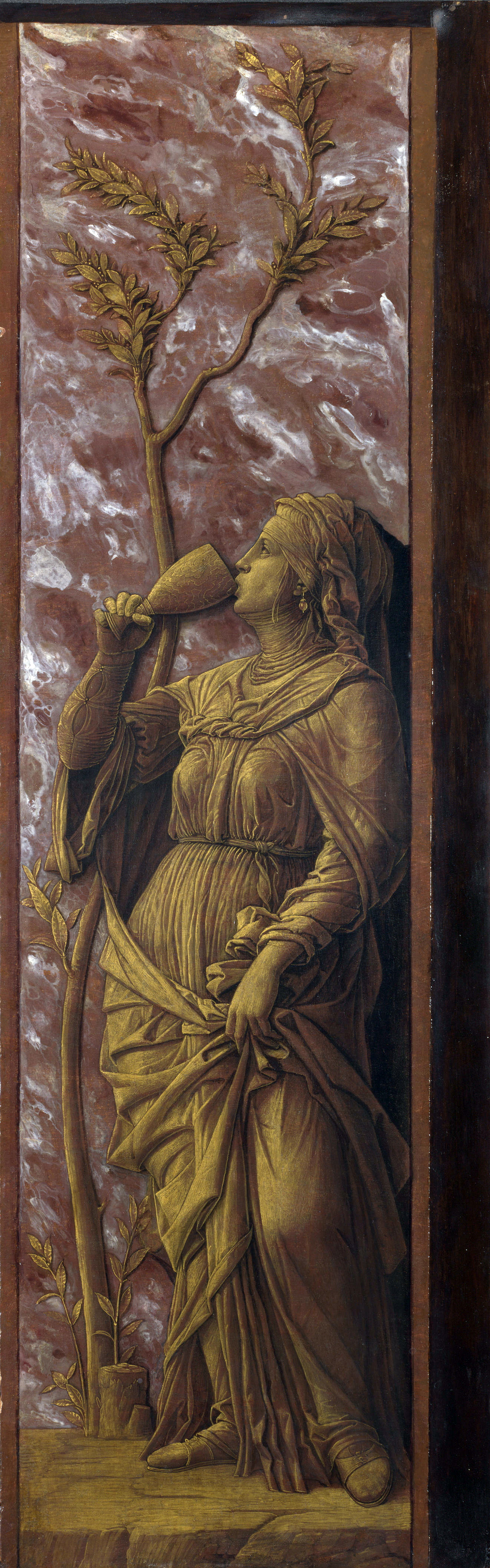
صفنبعل 1490 أندريا مانتينيا
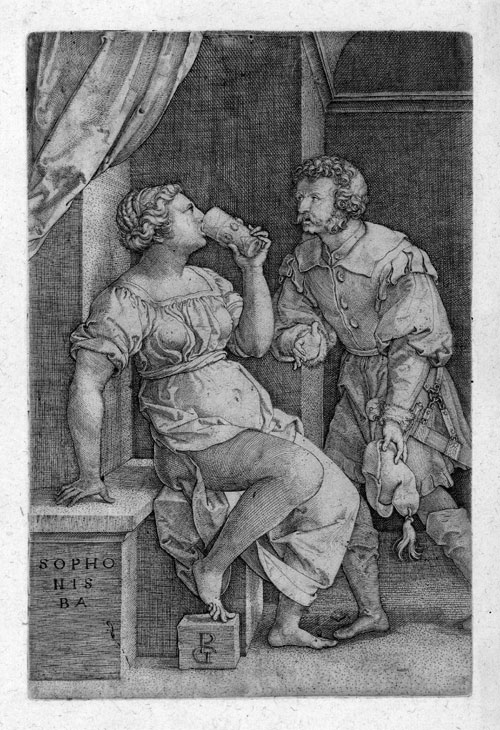
صفنبعل، {{{2}}} قرن جورج بنز
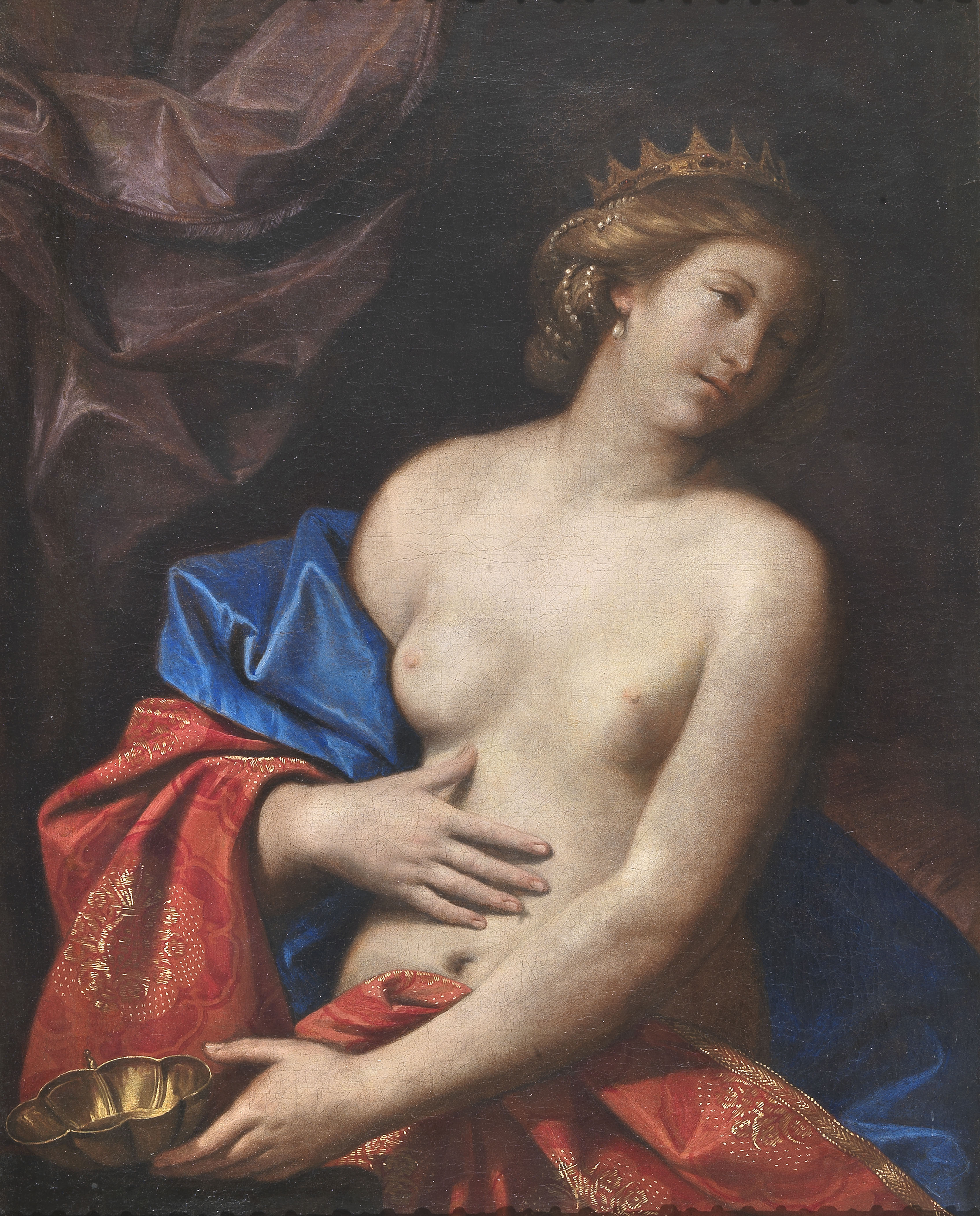
صفنبعل تشرب من السم 1630، غورتشينو
صفنبعل تتلقى كأس السم 1634، رامبرانت
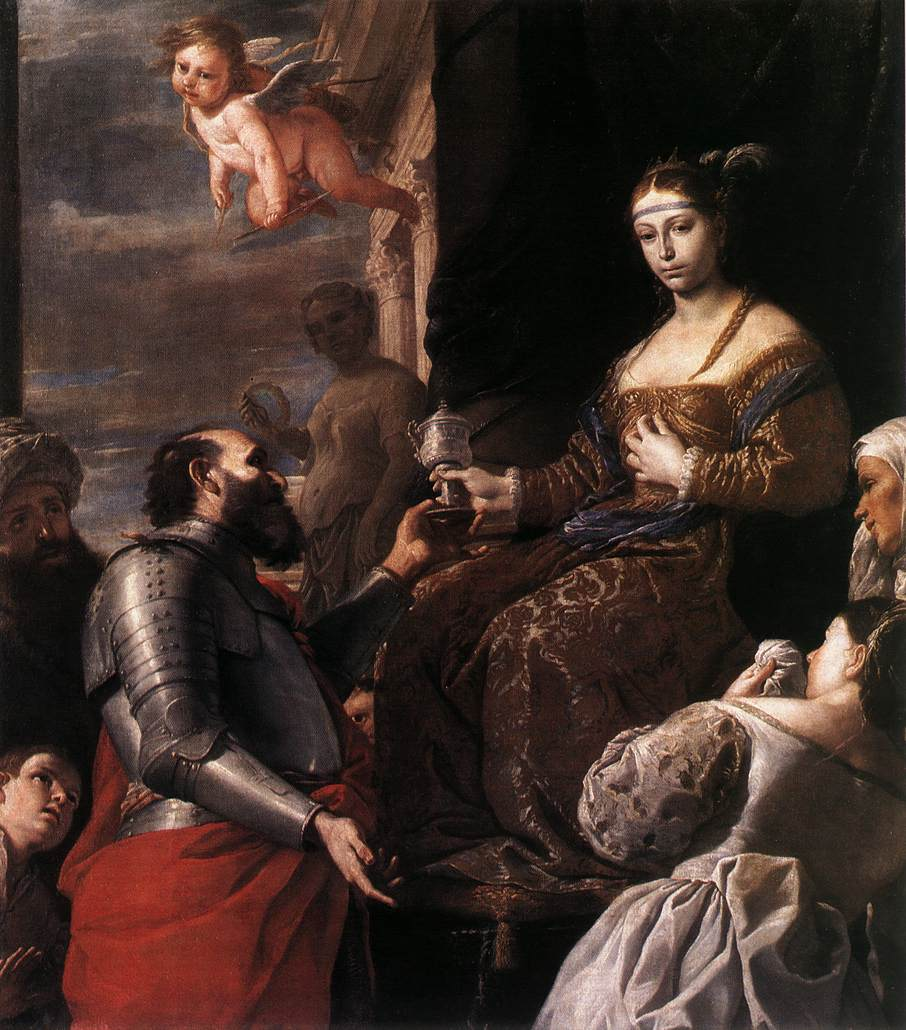
موت صفنبعل 1670، بريتي ماتيا
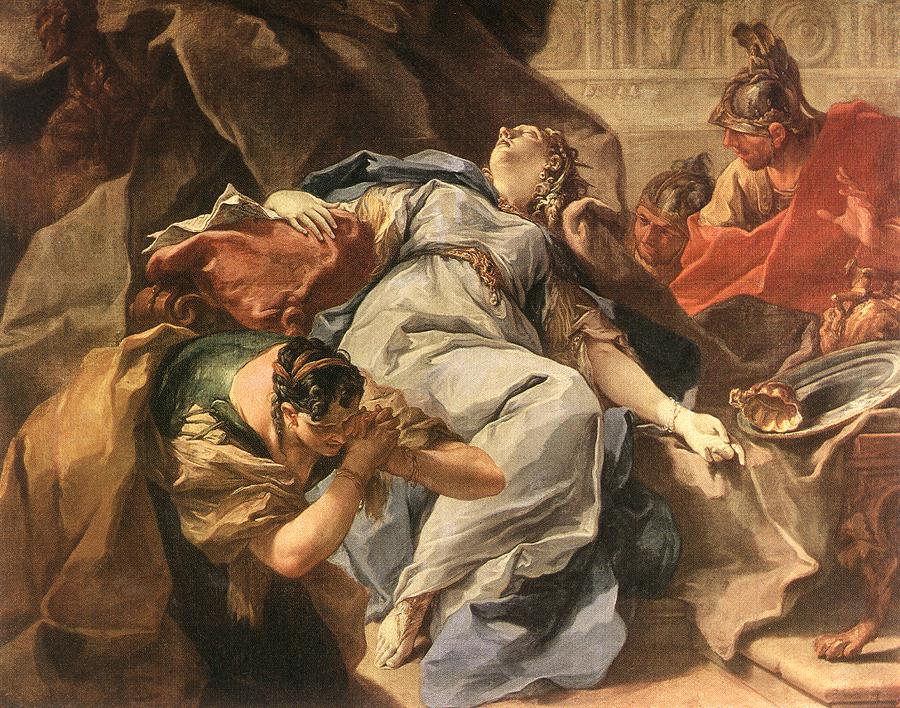
موت صفنبعل 1730، جيوفاني باتيستا بيتوني
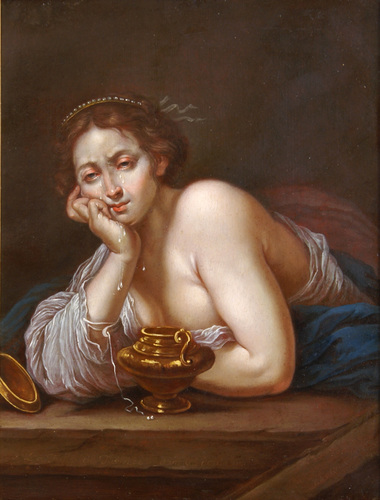
صفنبعل، 1793 ملارز